# 변종오
변종오(1962년 3월 15일 ~ )는 대한민국의 정치인이다. 청주시의원, 충청북도의원을 지냈다.

## 학력
- 내수중학교 졸업
- 청주농업고등학교 졸업
- 연암축산원예전문대학(현 연암대학교) 원예과 1년 중퇴
- 서원대학교 경영학과 졸업
- 충북대학교 법무대학원

## 경력
- 대한적십자봉사회 청원지구회장
- 내수농협 감사
- 2014.07 ~ 2018.06: 제1대 청주시의회 의원
  - 2014.07 ~ 2016.06: 제1대 청주시의회 전반기 도시건설위원회 부위원장
  - 2016.07 ~ 2018.06: 제1대 청주시의회 후반기 농업정책위원회 위원장
- 2018.07 ~ 2022.04: 제2대 청주시의회 의원
- 2022년 7월 1일 ~ : 제12대 충청북도의회 의원
  - 2022.07 : 제12대 충청북도의회 전반기 건설환경소방위원회 위원
  - 2022.07 : 제12대 충청북도의회 전반기 예산결산특별위원회 위원
  - 제12대 충청북도의회 후반기 건설환경소방위원회 위원
  - 제12대 충청북도의회 후반기 의회운영위원회 위원

## 역대 선거 결과
|  | 38.15% |

|  | 66.81% |

|  | 51.84% |